# Yuunagi Loop
Yuunagi Loop  é o sexto álbum de estúdio de Maaya Sakamoto. Foi lançado em 26 de outubro de 2005 pela Victor Entertainment e possui doze faixas. Foi relançado em 2010 pela FlyingDog (subsidiária da Victor Entertainment criada posteriormente).

## Produção
Esse é o primeiro álbum em que Sakamoto não trabalha com a compositora Yoko Kanno, que também havia produzido todos os seus álbuns até então. Elas se reuniriam três anos mais tarde com o single Triangler, de Macross Frontier. Com a ausência de Kanno, Sakamoto se aventurou como produtora, além de convidar inúmeros compositores e letristas para colaboraram no álbum, incluindo o guitarrista da banda Porno Graffitti, Haruichi Shindo, creditado com seu pseudônimo h's. A ausência de Kanno também resultou no fato de todos os músicos que tocaram no álbum serem diferentes do costumeiro time de álbuns anteriores.
Sakamoto revelou que havia um desejo de encarar partes de si mesma das quais vinha fugindo.
Uma edição limitada foi lançado no mesmo dia, contendo um CD-ROM com os videoclipes das canções "Loop" e "Honeycomb".

## Recepção
O álbum ficou seis semanas no Oricon Albums Chart, chegando à 8ª posição.
Ao analisar o álbum, o CD Journal disse que "suas leves expressões aéreas e preguiçosas rebatem levemente nos sons brilhantes que foram cuidadosamente feitos para cada canção. Uma obra-prima que revela o interior de seus próprios sentimentos escondidos."
Toshihiro Baba, da Tower Records, destaca "poder ouvir um lado diferentes da cantora", elogiando os diferentes estilos pelos quais ela se aventura, principalmente a bossa nova de "Paprika"; o pop rock de "My Favorite Books"; e o ska de "Fuyu desu ka", onde chama a atenção para o estilo melancólico vocal usado pela artista, considerando-o um "grande desafio para Maaya Sakamoto, como se ela estivesse encarnando o papel de uma 'camaleão atriz/cantora'." Ele termina sua análise dizendo que "a transformação de Sakamoto foi mais surpreendente do que o fato do álbum não ter sido produzido por Kanno."

## Legado
A canção "Loop" foi usada como encerramento do anime da Clamp Tsubasa Reservoir Chronicle. O single, lançado cinco meses antes, chegou à 7ª posição no Oricon Singles Chart.

## Faixas
| N.º            | Título                        | Letras           | Música                                                     | Arranjo           | Duração |  |
| 1.             | "Hello"                       | M. Sakamoto      | Shusui Kosugi, Robin Fredrikson, Ola Larsson, Fredrik Hult | Ryosuke Nakanishi | 5:16    |  |
| 2.             | "Honeycomb"                   | Takashi Hamazaki | h-wonder                                                   | h-wonder          | 4:48    |  |
| 3.             | "Loop" (de Tsubasa Chronicle) | Haruichi Shindo  | h-wonder                                                   | h-wonder          | 5:22    |  |
| 4.             | "Wakaba"                      | M. Sakamoto      | S. Kosugi                                                  | R. Nakanishi      | 5:22    |  |
| 5.             | "Paprika"                     | Yuho Iwasato     | Takeshi Nakatsuka                                          | T. Nakatsuka      | 3:52    |  |
| 6.             | "My Favorite Books"           | H. Shindo        | Ryo Yoshimata                                              | R. Yoshimata      | 4:18    |  |
| 7.             | "Tsuki to Hashiri nagara"     | T. Hamazaki      | T. Hamazaki                                                | T. Hamazaki       | 3:53    |  |
| 8.             | "NO FEAR / Aisuru Koto"       | Syoko Suzuki     | S. Suzuki                                                  | S. Suzuki         | 4:11    |  |
| 9.             | "Unison"                      | Y. Iwasato       | S. Kosugi                                                  | R. Nakanishi      | 5:40    |  |
| 10.            | "Fuyu desu ka"                | M. Sakamoto      | h-wonder                                                   | h-wonder          | 4:54    |  |
| 11.            | "Yuunagi LOOP"                | M. Sakamoto      | T. Nakatsuka                                               | T. Nakatsuka      | 4:53    |  |
| 12.            | "a happy ending"              | M. Sakamoto      | S. Suzuki                                                  | S. Suzuki         | 2:55    |  |
| Duração total: | Duração total:                | Duração total:   | Duração total:                                             | Duração total:    | 55:24   |  |